# فرانسوا أولاند

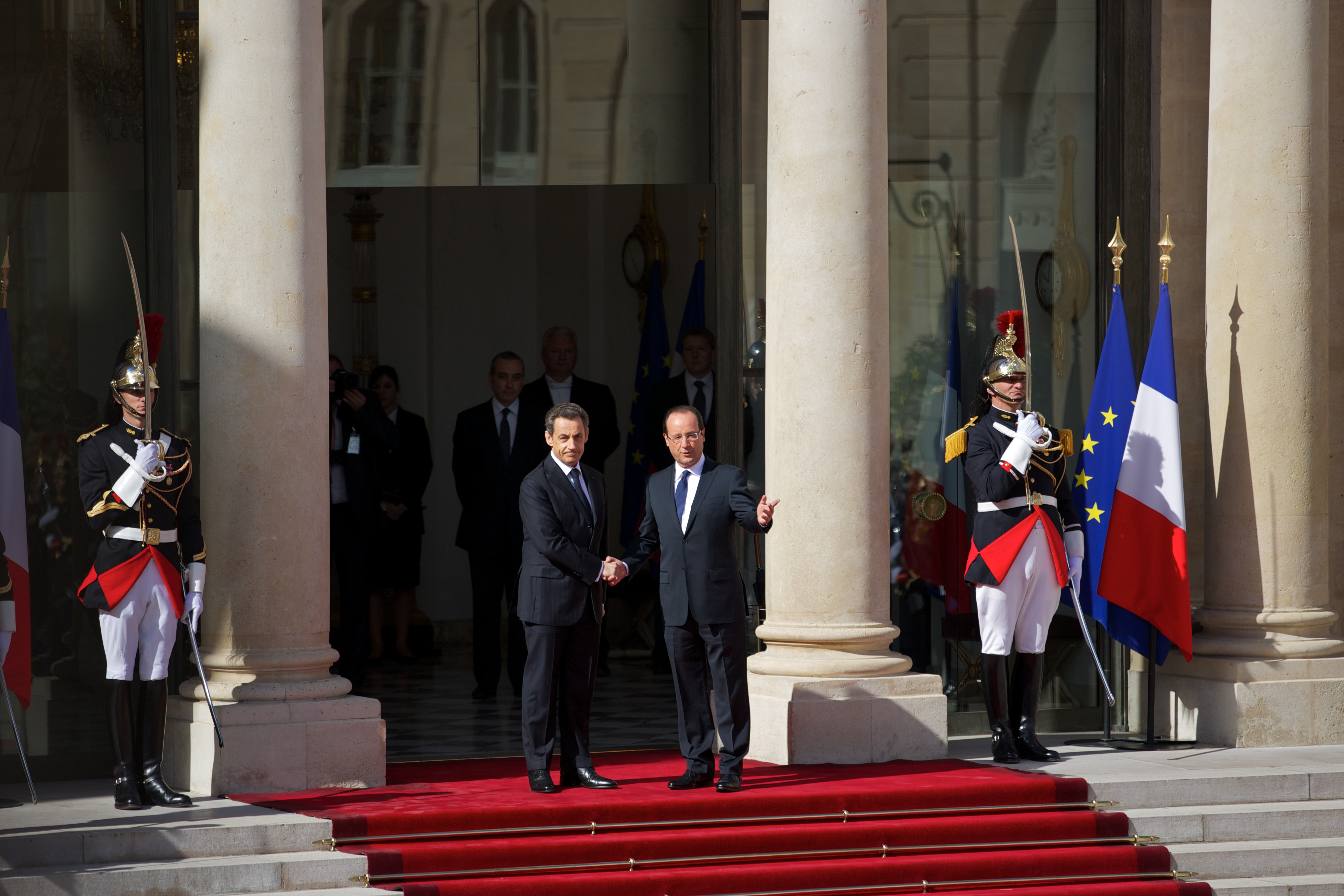
فرنسوا أولاند ونيكولا ساركوزي أثناء تسليم السلطة في 15 مايو 2012 في قصر الإليزيه.

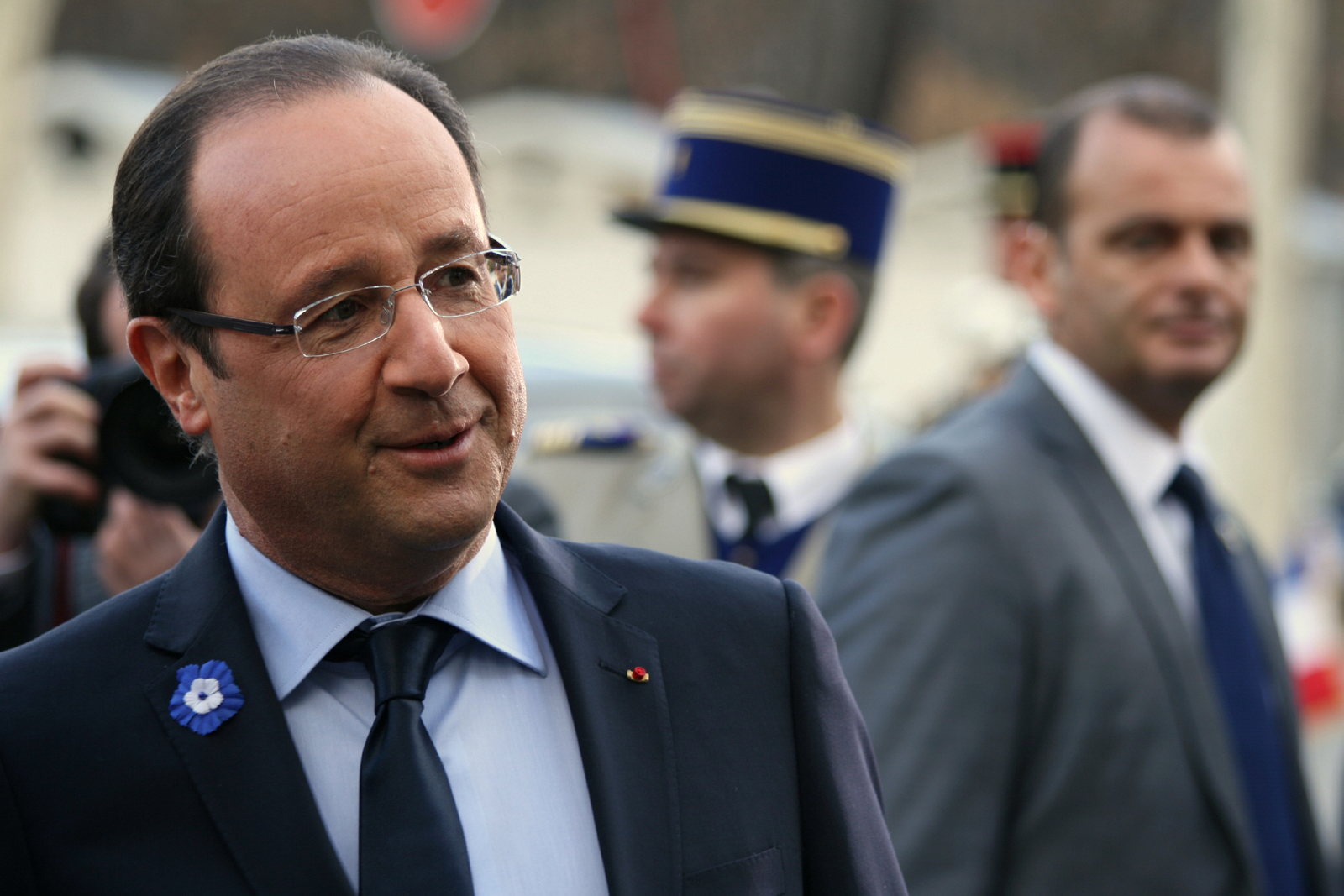
فرانسوا أولاند أثناء إحتفالات هدنة 11 نوفمبر 1918 في 11 نوفمبر 2012.

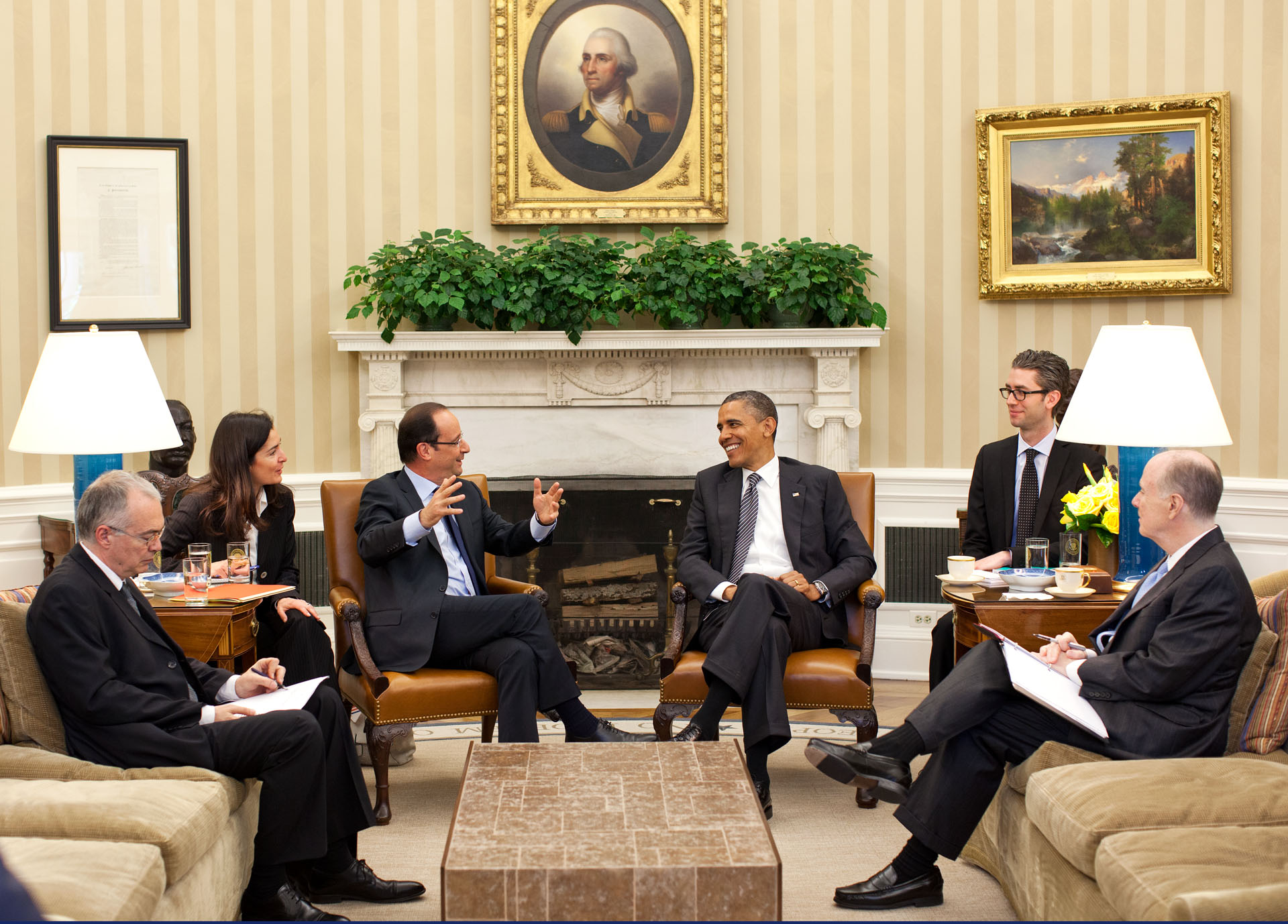
فرانسوا أولاند مع باراك أوباما في أول زيارة له خارج أوروبا بصفته رئيسًا للجمهورية في 18 مايو 2012.

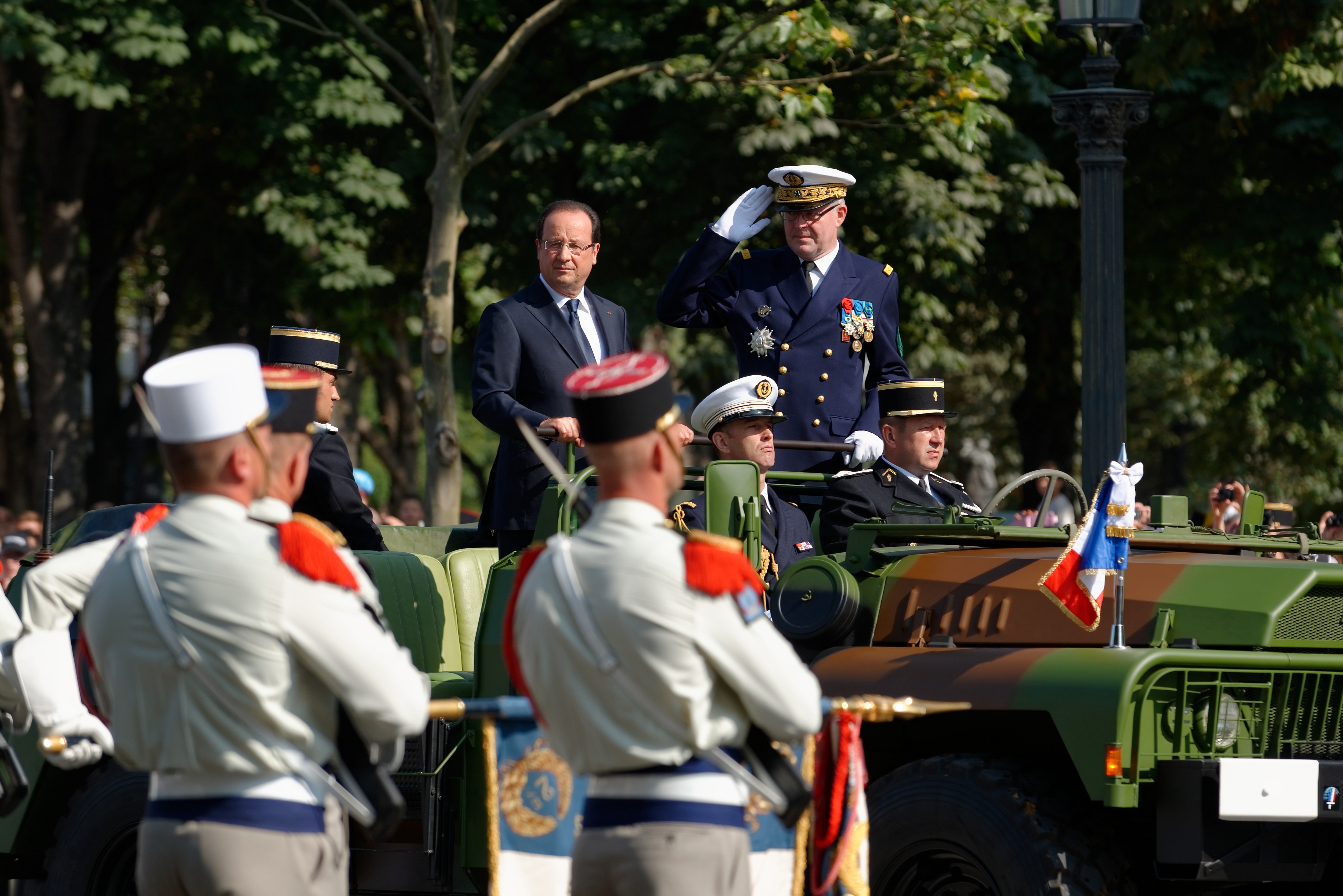
فرانسوا أولاند أثناء يوم الباستيل واستعراض 14 يوليو العسكري في 14 يوليو 2013.

فرانسوا جيرار جورج أولاند (وتُكتب أيضًا هولاند وأولوند) (بالفرنسية: François Hollande)؛ (12 أغسطس 1954 في روان-)، هو سياسي ورجل دولة فرنسي والرئيس السابع للجمهورية الفرنسية الخامسة منذ 15 مايو 2012 وحتى 14 مايو 2017

ترأس قيادة الحزب الاشتراكي الفرنسي من 1997 إلى 2008 حيث كان الأمين الأول للحزب، وأصبح رئيساً لفرنسا منذ انتخابه في 6 مايو 2012. كما كان عمدة مدينة تول من 2001 إلى 2008 وأيضاً النائب عن الدائرة الأولى من كوريز التي يترأس فيها المجلس العام منذ 2008.

في 16 أكتوبر 2011، تم تعيينه مرشح الحزب الاشتراكي للانتخابات الرئاسية الفرنسية عام 2012 بعد فوزه على مارتين أوبري خلال الانتخابات الاشتراكية.

وفاز في الانتخابات الرئاسية أمام الرئيس المنتهية ولايته نيكولا ساركوزي حيث حصل أولاند على 51,64% بينما حصل ساركوزي على 48,36% وأصبح بذلك الرئيس 24 لجمهورية فرنسا والرئيس السابع في الجمهورية الخامسة.

## حياته
ولد فرانسوا أولاند في 12 أغسطس 1954 في مدينة روان. أمضى طفولته في مدينة سكنية بالقرب من روان اسمها بوا-غيوم، حيث درس في مدرسة داخلية «جان بابتيست دي لا سال» في روان. درس بعد ذلك في المدرسة ثانوية باستور في نويي سورسين، وانضم إلى كلية الحقوق في باريس، حيث حصل على شهادة في القانون قبل أن يصبح طالباً في HEC باريس ومعهد الدراسات السياسية بباريس. تخرج من المدرسة الوطنية للإدارة (ENA) سنة 1980.
في أواخر سبعينات القرن العشرين التقى سيغولين رويال خلال دراسته في ENA. الزوجان العشيران لهما أربعة أولاد : توما (1984)، محام، كليمانس (1986)، طالبة في الطب، جوليان (1987)، سينمائي وفلورا (1992) طالبة علم نفس. أعلن انفصالهما مساء يوم الجولة الثانية من الانتخابات التشريعية سنة 2007. فرانسوا أولاند يعيش الآن مع الصحفية فاليري تريروالار.
فاز فرانسوا أولاند بانتخابات الرئاسة الفرنسية التي جرت الأحد 6 مايو 2012، وبنسبة أصوات 51.8%، متفوقاً على نظيره اليمينى نيكولا ساركوزي في الجولة الثانية من الانتخابات الرئاسية فأصبح الرئيس السابع للجمهورية الفرنسية الخامسة.

## حياته السياسية المبكرة
بعد تطوعه كتلميذ في العمل في الحملة الانتخابية الرئاسية غير الناجحة لفرنسوا ميتيران سنة (1974), قرر أولاند الانضمام إلى الحزب الاشتراكي، بعد (5) سنوات، أثار اعجاب السيد جاك أتالي كبير مستشاري ميتران، الذي رتب لأولاند دخول انتخابات الجمعية الوطنية الفرنسية سنة (1981) ضد الرئيس المستقبلي جاك شيراك الدي كان في ذلك الوقت القائد للتجمع من أجل الجمهورية، خسر أولاند الانتخابات في الشوط الأول لصالح جاك شيراك , رغم ذلك استمر إلى أن أصبح المستشار الخاص للرئيس الحديث العهد في ذلك الوقت ميتران.

## ولايات العهد والوظائف

### ولايات العهدة البرلمانية
- 23 يونيو 1988-1 أبريل 1993: نائب عن الدائرة الأولى في إقليم كوريز.
- 12 يونيو 1997-14 مايو 2012: نائب عن الدائرة الأولى في إقليم كوريز.
- 20 يوليو 1999-17 ديسمبر 1999: نائب في البرلمان الأوروبي.

### ولايات عهدة محلية
- 14 مارس 1983-16 مارس 1989: مستشار بلدي لمدينة إوسال.
- 17 مارس 1989-24 يونيو 1995: نائب رئيس بلدية تول.
- 23 مارس 1992-30 مارس 1992: مستشار جهوي لمنطقة ليموزان.
- 25 يونيو 1995-18 مارس 2001: مستشار بلدي لمدينة تول.
- 16 مارس 1998-2 أبريل 2001: مستشار جهوي لمنطقة ليموزان.
- 19 مارس 2001-17 مارس 2007: رئيس بلدية مدينة تول.
- 16 مارس 2008-11 مايو 2012: مستشار جهوي لإقليم كوريز عن كانتون فيجوا.
- 20 مارس 2008-11 مايو 2012: رئيس مجلس عام إقليم كوريز.

### الوظائف السياسية
- 1995-1997: ناطق رسمي، الأمين الوطني للحزب الاشتراكي، مكلف بالصحافة.
- 1997-2008: عضو المكتب الوطني للأمين الأول للحزب الاشتراكي.

### رئاسة الجمهورية
- 15 مايو 2012- 14 مايو 2017: رئيس الجمهورية الفرنسية وأمير أندورا المشترك.

## الجوائز والأوسمة

### رئيسا للجمهورية
- السيد الأكبر في وسام جوقة الشرف.
- السيد الأكبر في وسام الإستحقاق الوطني.
- كنيسي شرفي لدى كاتدرائية القديس يوحنا اللاتراني، وكاتدرائيات مدينة سان جون دو موريان، وكاتدرائية سانت جوليان دو مان، وكاتدرائية سانت إتيان دو شالون، كنيسة سانت هيلير لو غراند، وكنيسة القديس مارتن في تور، وكنيسة سان مارتن في أنجيه.
- كنيسي أول شرفي لدى كاتدرائية نوتردام إمبرون وكنيسة نوتردام دو كليري سان اندريه.

### أوسمة رسمية
- الصليب الأكبر لوسام جوقة الشرف (15 مايو 2012).
- الصليب الأكبر لوسام الاستحقاق الوطني (15 مايو 2012).
- وسام النسر الأبيض من بولندا (16 نوفمبر 2012).
- فارس الصليب الكبير مع قلادة (ياقة) وسام الاستحقاق للجمهورية الإيطالية (21 نوفمبر 2012).
- الصليب الأكبر لوسام مالي الوطني (15 يوليو 2013).

### جوائز أخرى
- دكتور فخري من جامعة أبي بكر بلقايد في تلمسان.
- في 2014 فاز فرانسوا اولاند بوسام التميز لأكثر الشخصيات تأثيرا في العالم من قائمة الملوك والرؤساء وكبار السياسيين، خلال التصويت الذي دشنه المجلس الدولي لحقوق الإنسان والتحكيم والدراسات السياسية والاستراتيجية

## روابط خارجية
- فرانسوا أولاند على موقع IMDb (الإنجليزية)
- فرانسوا أولاند على موقع ميتاكريتيك (الإنجليزية)
- فرانسوا أولاند على موقع الموسوعة البريطانية (الإنجليزية)
- فرانسوا أولاند على موقع مونزينجر (الألمانية)
- فرانسوا أولاند على موقع ألو سيني (الفرنسية)
- فرانسوا أولاند على موقع ميوزك برينز (الإنجليزية)
- فرانسوا أولاند على موقع إن إن دي بي (الإنجليزية)
- فرانسوا أولاند على موقع قاعدة بيانات الفيلم (الإنجليزية)
- فرانسوا أولاند على موقع ليتربوكسد (الإنجليزية)